# Tambang Besi
Tambang Besi is een bestuurslaag in het regentschap Merangin van de provincie Jambi, Indonesië. Tambang Besi telt 451 inwoners (volkstelling 2010).